# 皇家马斯登医院
皇家马斯登医院（The Royal Marsden Hospital，缩写：RM）是英国伦敦一家专门治疗癌症的医院，在伦敦切尔西和贝尔蒙特有两个院址，1851年由外科医生威廉·马斯登建立，称Free Cancer Hospital，当时只是一家开处方的诊所，但随后迅速扩张，1910年获得乔治五世的皇家宪章，1954年正式改现名。癌症研究院原为该医院下属机构，现在两者仍存在合作。